# 金菩萨
《金菩萨》（英語：The Golden Buddha）是1973年罗维执导并亲自出演的香港電影，该作主要讲述一个人因为一个意外得到了一个金菩萨，从而引来了很多麻烦的故事。

## 影片介绍
一个人在准备回家料理家务的途中，因为拿错了行李箱，并且因为行李箱里有一个金菩萨而导致被一个犯罪团伙盯上，并且他的朋友还因此而死。
随后他又遇到了一个同样拥有金菩萨雕像的女子，随后，他们一起解开了有关于金菩萨雕像的谜底，不仅如此，他们还用计击败了找他们麻烦的犯罪组织。

## 演员
- 范丽
- 张冲
- 林翠
- 罗维
- 张佩山
- 金天柱
- 郝履仁
- 郑雷
- 午马
- 小麒麟
- 樊梅生
- 谷峰

## 備註
1. ↑  . 2008年.
2. ↑  祝春亭. . 2008年.
3. ↑  . 2003年.
4. ↑  . 2006年.
5. ↑  张骏祥， 程季华. . 上海辞书出版社. 1995年. ISBN 978-7-532-60326-8.
6. ↑  . 香港回忆.   [2011-06-13]. （原始内容存档于2023-07-13）.

## 相關連結
- 豆瓣电影上《金菩萨》的資料 （简体中文）
- 互联网电影数据库（IMDb）上《金菩萨》的资料（英文）
- 香港影庫上《金菩萨》的資料（繁體中文）